# Asphalt Ballet
Asphalt Ballet (МФА: [’æsfælt ’bæleɪ]) — американская рок-группа из Сан-Диего, штат Калифорния. Первоначальный состав группы включал: вокалиста Гэри Джеффриса, гитаристов Дэнни Кларка и Джулиуса Джей Ульриха, наряду с басистом Терри Филлипсом, а также барабанщика Микки Кайнера. Основу их стиля преимущественно составил блюз-рок, включая элементы хард-рока и сатерн-рока.
Название для группы позаимствовано из полицейского жаргона, поскольку таким словосочетанием правоохранители обычно обозначают разбившегося мотоциклиста, который кувыркается вдоль дороги.

## История
Уроженец штата Луизиана, Гэри Джеффрис приехал в Лос-Анджелес в середине 80-х годов. Джеффрис был приглашён на прослушивание, организованное членами Quiet Riot, после того как от них ушёл вокалист Кевин ДюБроу, однако работу так и не получил — в группу тогда взяли Пола Шортино из Rough Cutt. Впоследствии к себе в ансамбль его пригласил шрединговый гитарист Алекс Маси, причём помимо работы у итальянского виртуоза, Джеффрис сотрудничал с такими коллективами, как Passion, Baronette и Broken Rule. Репетиции группы Mistreated, участниками которой были Дэнни Кларк, Джулиус Джей Ульрих, Терри Филлипс и Микки Кайнер, проходили в непосредственной близости от того места, где репетировал Джеффрис вместе со своими музыкантами.
Участники основанной в конце 80-х годов группы Asphalt Ballet, вскоре перебралась из Сан-Диего в Лос-Анджелес, и преимущественно выступали в барах Сансет-стрип, когда музыкантами заинтересовались представители Virgin Records. Их продюсером в конечном итоге стал Грег Эдвард. Летом 1991 года вышел мини-альбом Blood on the Highway, который включал в себя записанные во время репетиций песни. Однако уже осенью был представлен полноценный одноимённый альбом группы, который участники Asphalt Ballet сначала хотели назвать Mood Swing.
Джеффрис покинул группу из-за давления со стороны лейбла, требовавшего изменить звучание и приблизить его к стремительно набирающему популярность гранжу. Однако группа распалась вскоре после выхода в 1993 году альбома Pigs, в записи которого участвовал уже другой вокалист Томми Дин.

## Критика
Ресурс Louder отмечал, что дебютная работа Asphalt Ballet была шедевром «небрежного глэма», то есть близка к гранжу, когда вокалист Гэри Джеффрис ушёл из-за жанровых разногласий. Питер Грант, в целом неплохо оценивавший их дебютный альбом в марте 1992 года, даже предположил, что песня «Tuesday’s Rain» вполне себе могла бы быть мотивчиком Билли Айдола.

## Состав
Текущий состав
- Мэтт Бассон (англ. Matt Basson) — вокал
- Дэнни Кларк (англ. Danny Clarke) — гитара (1988—1993)
- Джулиус Джей Ульрих (англ. Julius J. Ulrich) — гитара (1988—1993)
- Терри Филлипс (англ. Terry Phillips) — бас-гитара (1988—1993)
- Микки Кайнер (англ. Mikki Kiner) — ударные (1988—1993)

Бывшие участники
- Гэри Джеффрис (англ. Gary Jeffries) — вокал и губная гармоника (1988—1993)
- Томми Дин (англ. Tommy Dean) — вокал (1991—1993)

## Дискография
- Asphalt Ballet (1991)
- Pigs (1993)